# روز عرفه

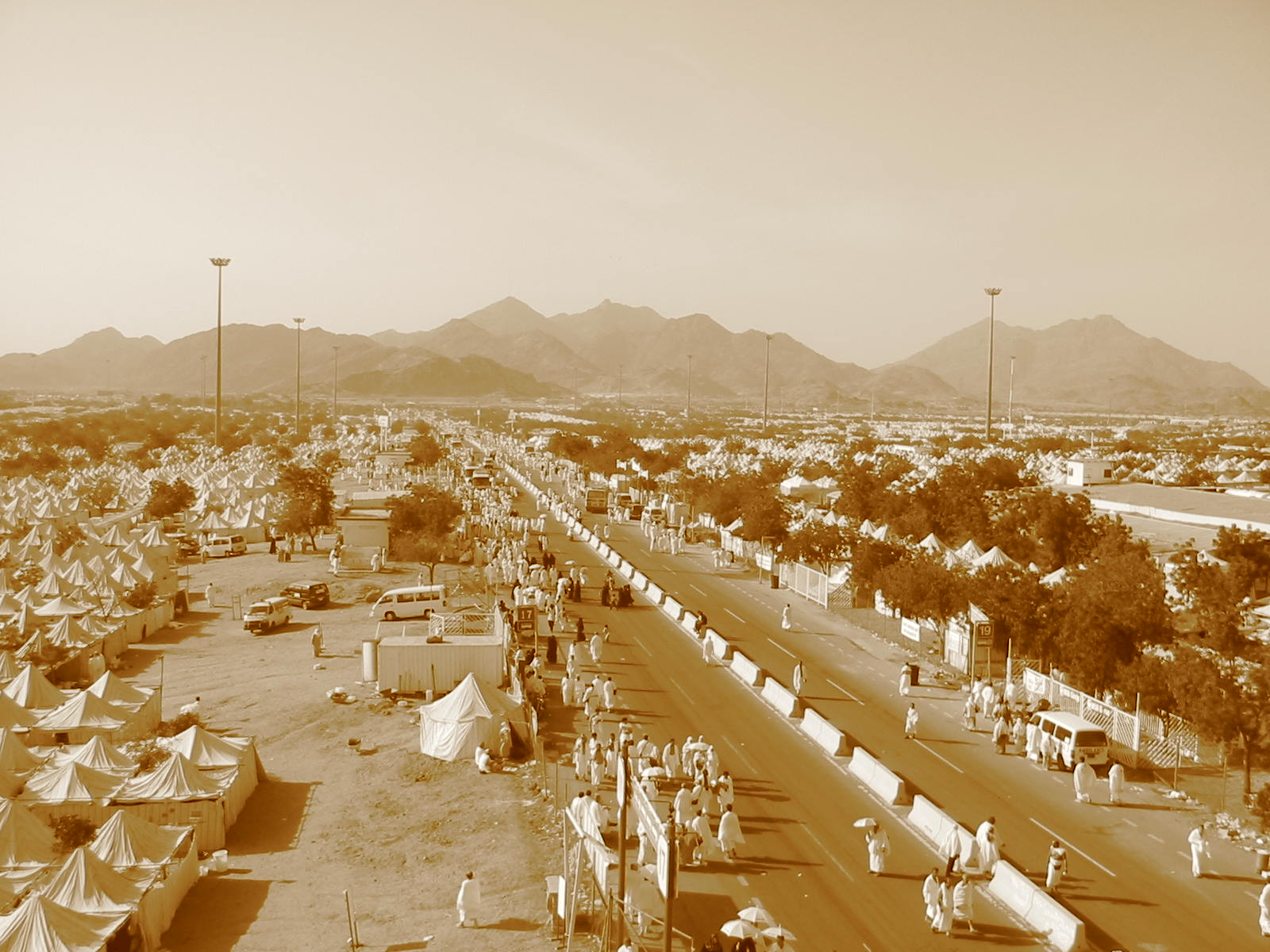
دشت عرفات واقع در در حدود ۲۰ کیلومتری جنوب شرقی شهر مکه در عربستان سعودی

روز عرفه (به عربی: یوم عرفة) مصادف با روز نهم ذیحجه در تقویم اسلامی است. این یکی از مقدس‌ترین روزها در تقویم اسلامی است، دومین روز از سفر حج و روز بعد از آن عید قربان است. در سحرگاه این روز، زائران مسلمان از منا به یک دامنه تپه و دشت مجاور به نام کوه عرفه و دشت عرفه راه می‌یابند. بر اساس روایات اسلامی، از همین مکان بود که محمد در آخرین سال زندگی خود یکی از آخرین خطبه‌های معروف خود را بیان کرد. برخی از مسلمانان آن قسمت از آیه قرآن را اعلام می‌کنند که کامل شدن دین اسلام در این روز نازل شده‌است.
شب عرفه (شب نهم ماه ذیحجه) نیز از شب‌های مهم برای شیعیان است. دعاهای گوناگونی برای این شب ذکر شده و از جمله شب‌هایی است که احیاء (زنده داشتن آن به دعا و راز و نیاز) بسیار پیشنهاد شده‌است.

## اعمال حجاج
در این روز حجاج از شهر مکه به صحرای عرفات آمده و در آنجا به راز و نیاز و دعا پرداخته و پس از نماز ظهر و عصر این دعا را در کنار کوه جبل الرحمة می‌خوانند. سپس حجاج به‌سمت سرزمین مشعر الحرام حرکت می‌کنند تا در روز عید قربان در سرزمین منا باشند.
خطبهٔ روز عرفه، خطبه اصلی مراسم حج واجب است که هرساله توسط بالاترین مفتی عربستان سعودی خوانده می‌شود.

## اعمال غیر حجاج
برای این روز دعاها، نمازها و اعمال گوناگونی (از جمله غسل) ذکر شده‌است که شیعیان از جمله افرادی که در حج حضور ندارند بجا می‌آورند. از جمله مهم‌ترین این اعمال، دعای حسین در روز عرفه است.